# Domecy-sur-Cure
Domecy-sur-Cure és un municipi francès, situat al departament del Yonne i a la regió de Borgonya - Franc Comtat. L'any 2007 tenia 381 habitants.

## Demografia

### Població
El 2007 la població de fet de Domecy-sur-Cure era de 381 persones. Hi havia 158 famílies, de les quals 44 eren unipersonals (24 homes vivint sols i 20 dones vivint soles), 51 parelles sense fills, 51 parelles amb fills i 12 famílies monoparentals amb fills.
La població ha evolucionat segons el següent gràfic:
Habitants censats

### Habitatges
El 2007 hi havia 267 habitatges, 164 eren l'habitatge principal de la família, 66 eren segones residències i 37 estaven desocupats. 257 eren cases i 10 eren apartaments. Dels 164 habitatges principals, 129 estaven ocupats pels seus propietaris, 29 estaven llogats i ocupats pels llogaters i 7 estaven cedits a títol gratuït; 1 tenia una cambra, 15 en tenien dues, 32 en tenien tres, 47 en tenien quatre i 70 en tenien cinc o més. 129 habitatges disposaven pel capbaix d'una plaça de pàrquing. A 86 habitatges hi havia un automòbil i a 66 n'hi havia dos o més.

### Piràmide de població
La piràmide de població per edats i sexe el 2009 era:
| Homes | Edats   | Dones |
| ----- | ------- | ----- |
| 0     | 95 o +  | 0     |
| 0     | 90 a 94 | 0     |
| 0     | 85 a 89 | 0     |
| 8     | 80 a 84 | 0     |
| 20    | 75 a 79 | 12    |
| 8     | 70 a 74 | 8     |
| 16    | 65 a 69 | 12    |
| 12    | 60 a 64 | 12    |
| 8     | 55 a 59 | 4     |
| 16    | 50 a 54 | 20    |
| 12    | 45 a 49 | 4     |
| 16    | 40 a 44 | 24    |
| 16    | 35 a 39 | 32    |
| 12    | 30 a 34 | 8     |
| 20    | 25 a 29 | 12    |
| 8     | 20 a 24 | 4     |
| 28    | 15 a 19 | 20    |
| 4     | 10 a 14 | 20    |
| 16    | 5 a 9   | 20    |
| 8     | 0 a 4   | 8     |

## Economia
El 2007 la població en edat de treballar era de 233 persones, 169 eren actives i 64 eren inactives. De les 169 persones actives 154 estaven ocupades (80 homes i 74 dones) i 15 estaven aturades (10 homes i 5 dones). De les 64 persones inactives 31 estaven jubilades, 14 estaven estudiant i 19 estaven classificades com a «altres inactius».

### Ingressos
El 2009 a Domecy-sur-Cure hi havia 170 unitats fiscals que integraven 392,5 persones, la mediana anual d'ingressos fiscals per persona era de 19.158 €.

### Activitats econòmiques
Dels 22 establiments que hi havia el 2007, 4 eren d'empreses extractives, 10 d'empreses de construcció, 3 d'empreses de comerç i reparació d'automòbils, 2 d'empreses de transport, 1 d'una empresa d'hostatgeria i restauració i 2 d'empreses classificades com a «altres activitats de serveis».
Dels 9 establiments de servei als particulars que hi havia el 2009, 4 eren paletes, 2 guixaires pintors, 2 fusteries i 1 electricista.
L'any 2000 a Domecy-sur-Cure hi havia 9 explotacions agrícoles que ocupaven un total de 1.170 hectàrees.

## Equipaments sanitaris i escolars
El 2009 hi havia 1 escola maternal i 1 escola elemental.

## Poblacions properes
El següent diagrama mostra les poblacions més properes.